# シネマ・インターナショナル・コーポレーション
シネマ・インターナショナル・コーポレーション（Cinema International Corporation、CIC）は、パラマウント・ピクチャーズとユニバーサル・ピクチャーズが1970年代初頭にそれぞれの映画をアメリカ合衆国外に配給するために設立された映画配給会社。カナダがアメリカと同一市場となる前は、カナダ国内でも配給を行っていた。1970年代、CICはアメリカ映画の「最も重要な海外配給会社」であった。1981年、CICはユナイテッド・アーティスツの海外部門と合併し、ユナイテッド・インターナショナル・ピクチャーズとなった。CICの設立と、それを可能にした利益分配の仕組みは、「革命的な考え方」の産物であると言われている。

## 概要
パラマウントとMCAの初期の関係は、1950年代にさかのぼり、MCAの人材の一部がパラマウントで働いていた。1958年、MCAは1929年から1949年までのパラマウントの長編映画サウンドライブラリーを購入した。1962年、MCAはユニバーサル・スタジオを買収した。1966年、ガルフ+ウエスタンがパラマウントを買収した。
パラマウントは、1960年代後半に、個々の企業による国際配給のコストを維持するには収益性が不十分であると感じたため、国際的に映画を公開するコストを節約するために、国際事業を20世紀フォックスと統合しようとしたが、成功しなかった:163。
1970年2月、ガルフ+ウエスタンの会長チャールズ・ブラッドホーンは、パラマウント・インターナショナルの社長アンリ・ミショーと一緒に飛行機に乗っていた。ミショーは、ロサンゼルスに到着したらMCAユニバーサルの会長ルー・ワッサーマンに連絡を取ることを提案した。ブラッドホーンとワッサーマンはその日の昼食で会い、海外事業を新会社に統合することで合意した。1971年7月1日、シネマ・インターナショナル・コーポレーション（CIC）が設立された。税金対策のためにオランダで法人化されたが、本社はロンドンに置かれた。ミショーとアーサー・アベレスが共同会長となった。CICの当初の配給範囲は、ヨーロッパ、南米、南アフリカであった。
1973年11月、メトロ・ゴールドウィン・メイヤーは配給事務所を閉鎖し、CICのパートナーとなり、CICは当初10年間、MGMの映画の国際配給を担当した。これによってCICは南アフリカの映画館運営会社フィルム・トラストの50％の株主となり、フィルム・トラストがパートナーシップから脱退する1976年までその関係は続いた。1975年までに、CICは47カ国で事業を展開し、ハリウッド作品の約40％の配給権を持っていた。 1976年には、ワーナー・ブラザース・インターナショナルがCICと南アフリカを含む国際的な配給業務を開始した。配給以外にも、CICはMGMやワーナー・ブラザース・インターナショナル（CIC-MGM、CIC-ワーナー）と米国外での映画館運営のための事業を行っていた。
また、CICはCICビデオを設立してホームビデオ市場に参入し、パラマウント社やユニバーサル社の作品を世界中にビデオで配給した。しかし、MGMは独自のビデオ部門を持っており、後にCBSとの合弁でMGM/CBSホーム・ビデオ（後にMGM/UAホーム・ビデオ、後にMGMホーム・エンターテインメントと改称）を設立した。
1981年、MGMはユナイテッド・アーティスツを買収したが、UAの海外事業と合併するためにCICの合弁企業から脱退することはできなかった。しかし、将来的には両社名の映画作品がMGM/UAエンターテイメントを通じて国内で公開されることから、CICはUAの海外部門との合併を決定し、11月1日にユナイテッド・インターナショナル・ピクチャーズとして再出発した。この時点で、CICは、コロンビア=EMI=ワーナー・ディストリビューターズに次ぐ、イギリス諸島の2大配給会社の1つとなっていた。
CICの名前は、パラマウント・ホーム・ビデオとMCAビデオカセット・インク（後のMCAホーム・ビデオとMCA/ユニバーサル・ホーム・ビデオ）の合弁会社として直営されたビデオ部門に残った。CICビデオは、1999年にユニバーサルがポリグラム・フィルムド・エンターテイメントを買収し、そのビデオ部門（現在のソニー・ピクチャーズ ホームエンタテインメントとの合弁会社で、現在も同じ）をユニバーサルの名前で再編成する1990年代後半から2000年代前半まで存続していた。それ対し、パラマウントはCICビデオの全権を握り、自社のビデオ部門に統合した。